# Aram (fils de Haïk)
Pour les articles homonymes, voir Aram.
Aram est le septième fils de Haïk, ancêtre mythique des Arméniens.